# 足印 (电视剧)
《足印》（英語：Footprint In The Sand）是马来西亚电视台ntv7和马来西亚制作公司Double Vision联合制作的马来西亚剧集。

## 故事大網
《足印》長30集，故事講述小女孩嚴莉從小失去母親，隨著父親嚴星（李銘忠飾）四處招搖撞騙，在濫賭成性的父親得知自己患上絕症後，決定將嚴莉賣給一戶好人家過上好日子，未料卻上了拐子集團的當，險些鑄成大錯，幸虧得言行鞋廠的老板湯玉梅出手相助，從拐子集團手中將嚴莉給救了回來。
嚴星死後，年幼的嚴莉得玉梅（釋福如飾）收養及賞識，在其年僅18歲時，磨練其成為言行鞋廠的接班人。在玉梅的磨練下，嚴莉比其他同齡的少女要來得堅毅和意志頑強。
與此同時，玉梅懦弱的獨子言毅仁（江韋翰 飾）和嚴莉兩兄妹情竇初開，毅仁戀上了同學遊淑心（陳子穎 飾）。嚴莉則傾心於方氏集團的少爺方同國（林一心飾），但戀情卻遭到方老太的極力反對，原本對這段感情保持堅定意志的兩人，卻因嚴莉為保住養母的鞋業為理由，拒絕與同國私奔，讓傷心欲絕的同國賭氣接受安排，娶了門當戶對的千金。。。

## 演員表

### 主要演員
- 張嘉殷 飾 嚴　莉（中年）

中年的严莉是一位女强人，言行鞋厂总执行长。自养母去世后就与养兄毅仁掌管言行鞋厂，两兄妹这十几年的努力下把公司经营成今日那么大的企业。面对着幼侄皆非与亲家舅经伟对公司的祸害，严莉如今被迫去面对。自生下女儿裴瑶后，对她不闻不问一直到大。一直跨不过曾经被强奸的阴影，只到在一次与家人参加生活营后听到裴瑶的心声感到自责，后在京洲和同国的安慰下才释怀。
- 溫紹平 飾 游經维（中年）

中年的游经伟依然还是不务正业和极为懒惰的人，靠着妹妹淑心的关系进入言行工作，并担任工厂主管（后升为经理）。也在暗中挑拨离间两位外甥与严莉的关系，也暗中做了不少祸害公司的事。之后在工厂中吸烟引发公司爆炸，当中还炸死了资深鞋匠王师傅，为公司带来了史无前例的伤害。为了逃避这些责任，并向皆非求救，两人为了避开嫌疑并把罪赖在皆是身上。后被严莉揭穿掌握回公司后，把经伟降回工厂主管。
- 陳美君 飾 嚴　莉（少年）

戴京洲之妻，戴生媳妇，方同国初恋情人，戴裴瑶之母，言皆是与言皆非姑姑。少年的严莉活泼开朗，也是养母和哥哥的依靠。在那时，与方氏百货的二少东方同国曾在一起过，十分幸福。当两人交往到谈婚论嫁的程度时，养母玉梅突然倒下，使她为了守护家族企业被迫与同国分手。分手后的晚上还被喝醉的拓元强奸，随后京洲为了守护她的名誉并与她结婚。
- 江韋翰 飾 言毅仁（少年）

游淑心之夫，言皆是和言皆非的父亲。少年的毅仁极为胆小怕事，心思单纯也容易给别人骗。喜欢同校的女同学淑心。但他向她告白了还被其嫌弃。直到淑心被欺负时救了她，两人才正式交往。后来因为淑心怀了皆是才结婚成为夫妻。
- 曾玟玮 飾 言皆非

言毅仁游淑心幼子，严莉养幼侄儿，唐玉梅内幼孙，言皆是的弟弟。
- 蔡河立 飾 言皆是

言毅仁与游淑心长子，严莉养长侄儿，唐玉梅内长孙，言皆非的哥哥。
- 林冰冰 飾 戴裴瑤（成年）

严莉的女儿，戴京洲养女，戴生养孙女，唐玉梅养外孙女， 言毅仁与游淑心养外甥女，言皆是与言皆非无血缘表妹。
- 李馨巧 飾 嚴　莉（童年）

严星与阿莲之女，唐玉梅养女，言毅仁养妹。
童年的严莉聪明伶俐，自母亲抛弃后与父亲相依为命。后在父亲患上脑癌，为了不拖累女儿就把她卖给一对夫妇，严莉回到他的身边时也无情的打她一巴掌。没有想到那对夫妇是装扮的，真实身份是人贩子并把她捉起来绑在一间废弃的屋子。当时她被拖上车时被幼年的毅仁瞧见并骑自行车来到屋子救她。结果，也导致毅仁也一起被绑架。机灵的严莉并找出无数的方法，最后两人成功逃脱，并遇上父亲严星前来拯救他们。三人逃到了鞋厂碰上玉梅和戴生，戴生给了一笔钱打发走人贩子。严莉为了与严星赌气不回家，玉梅留她在鞋厂工作。后来在生日那天，伤痕累累，头部受重伤的严星靠着最后的意志力找到严莉给她吃蛋糕并原谅他，随后就在严莉面前倒下了，严莉那时伤心和后悔，玉梅见她父亲死了，母亲也不认她的情况下并收养她。起初，对玉梅很不礼貌时常不睬玉梅。但在一次上学途中不小心害到毅仁出车祸进医院。原本她以为玉梅不再会原谅她，结果玉梅不但没有怪她还抱住她使严莉感动。在毅仁复建几个月中，渐渐融入了这个家庭与玉梅和毅仁关系更像一家人，也学会了做鞋 快乐成长。
- 张顺源 飾 戴京洲（少年）

少年的京洲是一位热血青年，因幼时不幸患上小儿麻痹症，导致他不能像平常人一样走路，但他因此没有感到自卑。一直喜欢着严莉，但没有勇气向他告白。直到严莉被人强奸后，为了守护严莉的名誉娶了她。
- 劉曉欣 飾 戴裴瑤（童年）

小时候的裴瑶

### 其他演員
- 釋福如 飾 唐玉梅

言毅仁之母，严莉养母，游淑心家婆，戴京洲养岳母，言皆是和言皆非祖母，戴裴摇养外婆。与丈夫和戴生创办言行鞋厂，自丈夫车祸去世后，与好友戴生共同经营鞋厂。在严莉从人贩子那里救出后，并收留她直到严星去世后才正式收养严莉。待严莉为亲生女儿一样 极力照顾她，栽培严莉做鞋子。后来患上了肝癌末期，并选择放弃治疗及隐瞒家人，只有好友戴生知道而已，后来在戴生反目时众人才知道。死前放不下毅仁和严莉两兄妹及鞋厂，后来在严莉的保证下才安心，并在无人在场的情况下死去。
- 王　俊 飾 戴　生

戴京洲之父，严莉家翁，戴裴瑶无血缘祖父，唐玉梅老朋友，言行鞋厂创办人之一。
- 甘家旗 飾 戴京洲（中年）

中年的京洲勤奋投身慈善机构，时常向外界企业争取更多的资源和支持来捐助慈善机构，让生活有难的人受益。也非常疼爱严莉的女儿裴瑶 也依然孝顺父亲和尊重严莉，不插手言行鞋厂的事务。
- 陳詩瑩 飾 淑　鶯
- 李銘仲 飾 嚴　星

严莉生父，阿莲前夫。以前是为家庭非常拼事业的男人。自妻子抛弃他和女儿后，自甘堕落，并一直赌博，喝酒，嫖妓麻醉自己，偶尔会对严莉动粗，但他其实很疼爱严莉。知道自己患上脑癌后，并不要拖累严莉并把她卖给别人，为了不让严莉回到自己的身边，并对她发脾气，赶走她。后知道收养严莉的人是人贩子并救出严莉和毅仁，并逃到言行鞋厂遇到了玉梅和戴生并要求他们给人贩子钱摆脱危险。后因为欠玉梅钱没有办法接走严莉，只好把她留在鞋厂。后在严莉生日那天买了蛋糕并打算为严莉庆祝生日，结果半途中遇见人贩子，人贩子为那件事感到愤怒并主动攻击他。两人互相厮杀后，人贩子倒下死亡，自己的头部也受了重伤。并靠着最后的力气成功找到严莉和玉梅，也让严莉吃到蛋糕后并倒下去世。
- 陳沛紅 飾 言毅仁（中年）
- 葉麗儀 飾 游淑心（中年）
- 陈子颖 飾 游淑心（少年）
- 黃志强 飾 方同國（中年）
- 林一心 飾 方同國（少年）
- 黃元澤 飾 言毅仁（童年）
- 吴维彬 飾 王拓元（中年）
- 陳貴川 飾 王拓元（少年）
- 謝德榮 飾 張美茜（中年）

## 電視節目的變遷
| 马来西亚 NTV7 （星期一到星期五 22:00到23:00）節目 | 马来西亚 NTV7 （星期一到星期五 22:00到23:00）節目 | 马来西亚 NTV7 （星期一到星期五 22:00到23:00）節目 |
| ------------------------------------------------- | ------------------------------------------------- | ------------------------------------------------- |
|                                                   | 足印 （2011年4月19日-2011年6月8日）               |                                                   |
| 漁米人家 （2011年2月24日-2011年4月18日）          | 斷掌的女人 （2011年6月9日）                       |                                                   |

| 马来西亚 TV9 星期五至日 23:00 - 00:00  | 马来西亚 TV9 星期五至日 23:00 - 00:00 | 马来西亚 TV9 星期五至日 23:00 - 00:00 |
| -------------------------------------- | ------------------------------------- | ------------------------------------- |
|                                        | 足印 （2025年5月4日 - 2025年7月11日） |                                       |
| 假面 （2025年3月15日 - 2025年4月28日） | —                                     |                                       |